# Sukow-Levitzow
Sukow-Levitzow é um município da Alemanha, situado no distrito de Rostock, no estado de Mecklemburgo-Pomerânia Ocidental. Tem 20,23 km² de área, e sua população em 2019 foi estimada em 485 habitantes.